# Cultura de Porto Alegre
A cultura de Porto Alegre, capital do estado do Rio Grande do Sul é muito rica, e fortemente influenciada pelos povos que se estabeleceram no estado e na cidade, especialmente os açorianos, os alemães e os italianos.

## Turismo
Porto Alegre é a sexta porta de entrada de visitantes estrangeiros no país. Entre os principais pontos turísticos da cidade estão a estátua do Laçador (na entrada da cidade) e a Usina do Gasômetro. O pôr-do-sol do Guaíba também é outro ponto de destaque turístico de Porto Alegre.

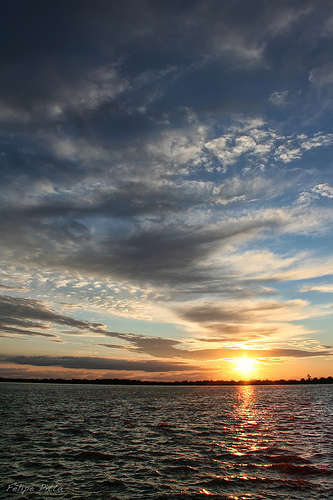
Pôr do Sol do lago Guaíba.

Os parques mais frequentados são o Parque Moinhos de Vento, o Parque Farroupilha (da Redenção) e o Parque Marinha do Brasil.
Estão em construção, atualmente, em Porto Alegre, novos centros de cultura, como o Multipalco, anexo ao Theatro São Pedro, que será um dos maiores complexos culturais do Brasil. Ainda estão em construção ou por iniciar, o novo Teatro da Orquestra Sinfônica de Porto Alegre, o Centro Cultural da Caixa Econômica Federal e a Cinemateca Capitólio. Todos esses empreendimentos em andamento, somados aos já existentes, consolidam Porto Alegre  como o terceiro pólo cultural do país.
Atualmente a prefeitura de Porto Alegre vem investindo na Linha Turismo: uma linha de ônibus especial que tem como itinerário os principais pontos turísticos da cidade. Em funcionamento desde janeiro de 2003, já teve mais de 180 mil visitantes. O ônibus da linha possui dois andares, sendo o superior aberto. O passeio dura cerca de 80 minutos, tem 28 km de extensão e conta com guia especializado e sistema de áudio em três línguas, o português, inglês e espanhol.
Porto Alegre também pode ser apreciada do lago Guaíba, através de passeios nos barcos Cisne Branco, Noiva do Caí e outros. Saindo de diferentes lugares e com diferentes trajetos, os barcos oferecem uma vista pouco usual da cidade.
Sendo um dos principais centros de negócios do Mercosul, Porto Alegre atrai eventos e congressos, trazendo à cidade milhares de turistas. Possui dezenas de centros de convenções, destacando-se o da Federação das Indústrias do Estado (FIERGS), localizado na zona norte, e que possui um teatro e modernas instalações para convenções e exposições; o Centro de Eventos da PUC; e o Centro de Eventos do Hotel Plaza São Rafael.
A rede hoteleira porto-alegrense é de boa qualidade  e, nos últimos anos, novos hotéis de importantes cadeias nacionais e internacionais têm se instalado na cidade.

## Esportes
A cidade se destaca em diversos esportes como o futebol, ginástica olímpica, natação, basquete, tênis, judô, faustebol, esportes à vela, corrida, entre outros.
O futebol é uma grande paixão dos porto-alegrenses. Há uma grande rivalidade entre dois times de futebol em especial, que são o Grêmio Foot-Ball Porto Alegrense, fundado em 1903 e o Sport Club Internacional, fundado em 1909. Geralmente o Campeonato Gaúcho de Futebol é vencido por um desses dois times. O confronto entre as duas equipes é conhecido como clássico Grenal.
Na ginástica olímpica, destaca-se Daiane dos Santos, a mais famosa ginasta do Brasil. A ex-atleta do Grêmio Náutico União, foi a primeira brasileira a conquistar a medalha de ouro nos mundiais.
No judô, João Derly, atleta da SOGIPA, tornou-se celebridade quando se tornou o primeiro atleta brasileiro da modalidade a conquistar uma medalha de ouro em um campeonato mundial da categoria principal (sênior). Além disso, Tiago Camilo e Mayra Aguiar, ambos judocas, também treinam no clube porto-alegrense. Em 2007, João Derly e Tiago Camilo foram campeões mundiais e, com isso, o clube de Porto Alegre tornou-se a única agremiação brasileira tricampeã do mundo.
Anualmente ocorre a Maratona Internacional de Porto Alegre, a maior e mais tradicional prova do segmento no Rio Grande do Sul.

## Cinemas
Porto Alegre é uma cidade muito bem servida de cinemas, considerando o número de salas por habitante, apesar de os grandes cinemas de rua de Porto Alegre terem quase todos desaparecido. A cidade conta, atualmente, com 71 salas de cinema, localizadas principalmente em shopping centers, com destaque ao Bourbon Shopping Country, BarraShopping Sul e ao Bourbon Shopping Ipiranga, com oito salas cada um. No mês de dezembro/2008, a cidade ganhou 6 novas salas, no Shopping Center Iguatemi, pertencentes a rede GNC. Com esta inauguração, houve a consolidação da cidade como 3ª melhor servida em salas de cinema por habitante (atrás apenas de Vitória, ES e Florianópolis, SC).

## Museus

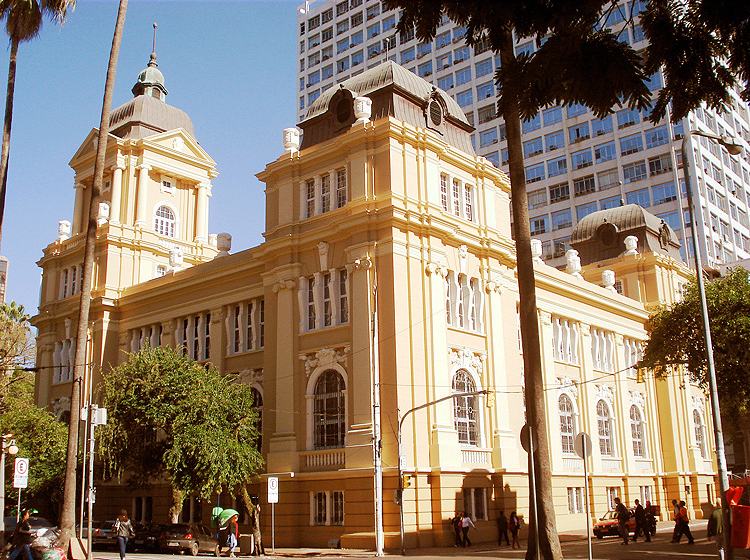
Museu de Arte do Rio Grande do Sul.

A cidade possui muitos museus, como o Museu de Arte do Rio Grande do Sul (MARGS), o Museu de Ciências e Tecnologia da PUCRS e a Fundação Iberê Camargo.

## Música
Música popular
Muitas bandas de Porto Alegre já tiveram grande projeção nacional, como Engenheiros do Hawaii, Cachorro Grande,  Fresno, Nenhum de Nós, Os Replicantes e Papas da Língua, entre outras.
Destaques individuais porto-alegrenses na música popular são Adriana Calcanhotto, Elis Regina, Lupicínio Rodrigues e Renato Borghetti, entre outros.
Música erudita
Existe na cidade um bom público para a música erudita, apreciador de vários gêneros e estilos, e que possibilita a existência na cidade de duas orquestras sinfônicas com coros sinfônicos associados - a OSPA, Orquestra Sinfônica de Porto Alegre, e a Orquestra Theatro São Pedro, e diversos outros grupos vocais e instrumentais e músicos solistas. Dentre esses se destacou o Conjunto de Câmara de Porto Alegre, dedicado à música medieval, de atuação marcante mas infelizmente há pouco dissolvido; mas o camerismo se mantém em alto nível através de outros grupos, como o Trio de Madeiras de Porto Alegre e o vanguardista Faskner. Solistas como Olinda Alessandrini, Augusto Maurer, Luciane Cuervo e Cristina Caparelli, e as cantoras Lúcia Passos e Ângela Diehl são também justamente apreciados pela comunidade em aparições frequentes.
A continuidade da vida musical erudita em Porto Alegre é garantida ainda pela atividade da Escola de Música do Instituto de Artes da UFRGS, da Escola de Música da OSPA, de diversos conservatórios e escolas privados e inúmeros professores independentes de mérito, sem contar os estabelecimentos de ensino particular que oferecem aulas de iniciação musical. Especialmente a Escola de Música da UFRGS, com seus cursos de graduação e pós-graduação, tem sido historicamente um dos mais importantes centros de formação de instrumentistas e compositores que atuaram na cidade e mesmo desenvolveram carreiras internacionais. Ali ensinaram ou ensinam, ou passaram por suas classes músicos importantes como Esther Scliar, Hubertus Hofmann, Radamés Gnatalli, Celso Loureiro Chaves, Bruno Kiefer, Armando Albuquerque e Tasso Corrêa. Junto à PUC é notável a atuação do maestro e compositor Frederico Gerling Junior.
O mercado fonográfico começa a dar atenção ao movimento erudito local, incluindo a composição contemporânea, e há pelo menos uma gravadora  sediada em Porto Alegre com apreciável catálogo de intérpretes e compositores locais, com repertório antigo e contemporâneo. Há um programa variado de concertos em diversos teatros e centros culturais da capital, apresentações de óperas e bailados não são raras, e concertos sinfônicos em logradouros públicos atraem considerável assistência. Pelo Theatro São Pedro já passaram nomes como Arthur Rubinstein, Magda Tagliaferro, Heitor Villa Lobos e Bidu Sayão, com a OSPA já atuaram estrelas como Friedrich Gulda, Pierre Fournier, Kurt Redel, Montserrat Caballé, Luciano Pavarotti e Nelson Freire, e orquestras estrangeiras já incluem a cidade em suas excursões.

## Teatros e auditórios
| - Theatro São Pedro - Auditório Araújo Viana - Anfiteatro Pôr-do-Sol - Teatro da OSPA - Clube da Cultura - Sala Álvaro Moreyra | - Teatro Bruno Kiefer - Teatro de Câmara - Teatro de Arena - Teatro Carlos Carvalho - Teatro do Instituto Goethe - Teatro do IPE | - Teatro Museu do Trabalho - Teatro Renascença - Teatro do SESC - Teatro do Sesi - Auditório Tasso Corrêa - Teatro do Bourbon Country |

## Centros culturais
| - Biblioteca Pública do Estado - Casa de Cultura Mario Quintana - Centro Cultural CEEE Erico Verissimo - Centro Municipal de Cultura, Arte e Lazer Lupicínio Rodrigues - Fundação Iberê Camargo | - Planetário de Porto Alegre - Santander Cultural - Solar dos Câmara - Solar Lopo Gonçalves - Centro Cultural Mirador - Usina do Gasômetro |

## Arquitetura

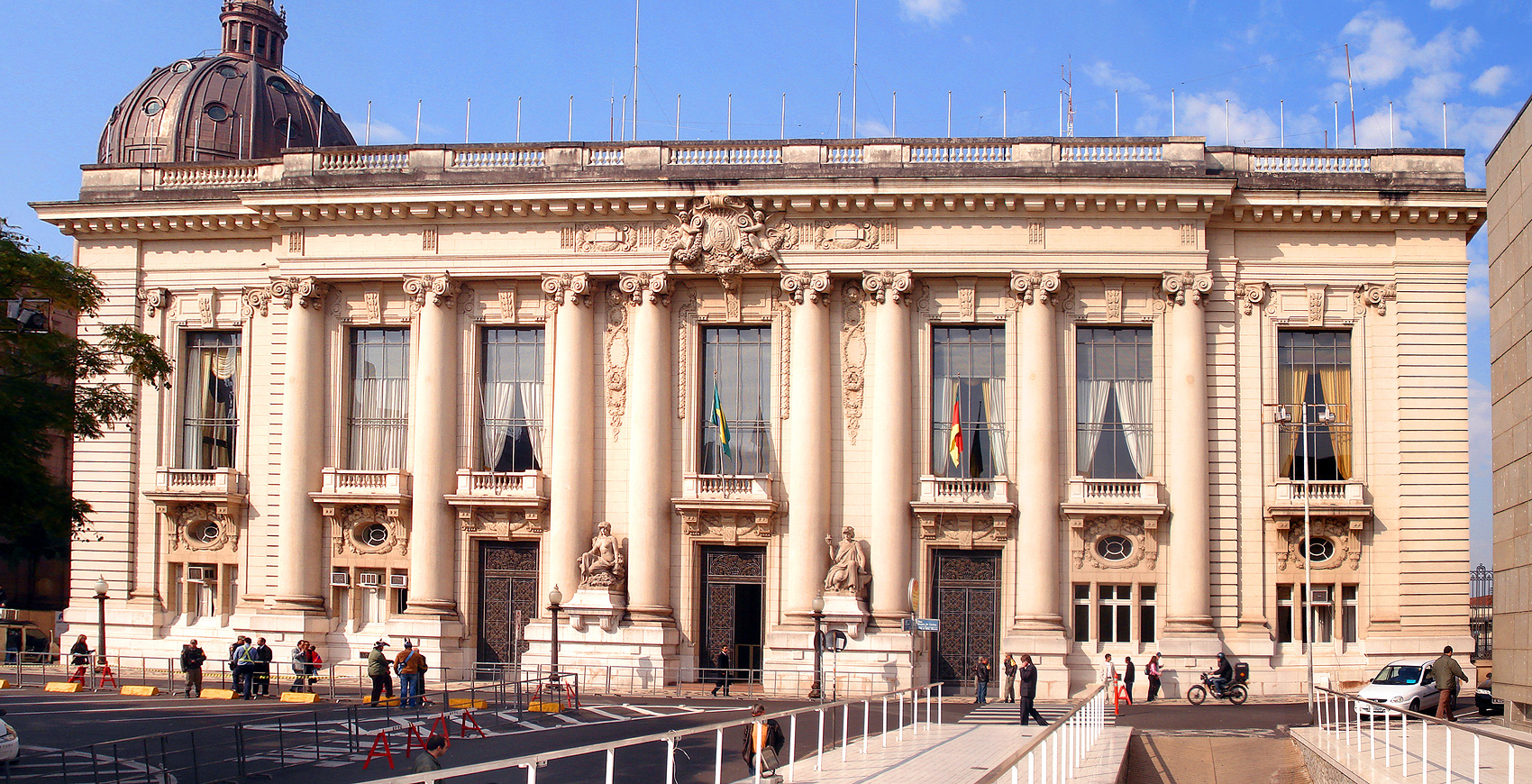
Palácio Piratini

A cidade de Porto Alegre é um grande museu arquitetônico a céu aberto, onde encontramos exemplares dos diferentes estilos em voga dos últimos dois séculos, concentrados principalmente no centro da cidade. Pelas ruas centrais podem ser vistos prédios históricos como a Catedral Metropolitana de Porto Alegre, a Cúria Metropolitana de Porto Alegre, o Palácio Piratini e o Theatro São Pedro, dividindo espaço com a arquitetura moderna do Palácio Farroupilha, onde funciona a Assembleia Legislativa do Rio Grande do Sul.
A influência da arquitetura alemã é muito expressiva na cidade, e pode ser constatada nas obras de José Lutzenberger, que imigrou para o Rio Grande do Sul em 1920, e é o autor dos projetos dos prédios do Instituto Pão dos Pobres, da Igreja São José e do Palácio do Comércio; e de Theodor Wiederspahn, que imigrou em 1908, e foi o responsável pelo prédio da Delegacia Fiscal (atual MARGS), dos Correios e Telégrafos (atual Memorial do Rio Grande do Sul), do Banco da Província (atual Santander Cultural), do Hotel Majestic (atual Casa de Cultura Mario Quintana), do Edifício Chaves, do Cine Guarany, da antiga Cervejaria Bopp (depois, Cervejaria Brahma), da Central Telefônica Ganzo, do Edifício Ely (atual Tumelero), da Faculdade de Medicina da UFRGS, do Bier e Ulmann, do Moinho Chaves e do Hospital Moinhos de Vento, entre e outros, todos localizados na zona central.

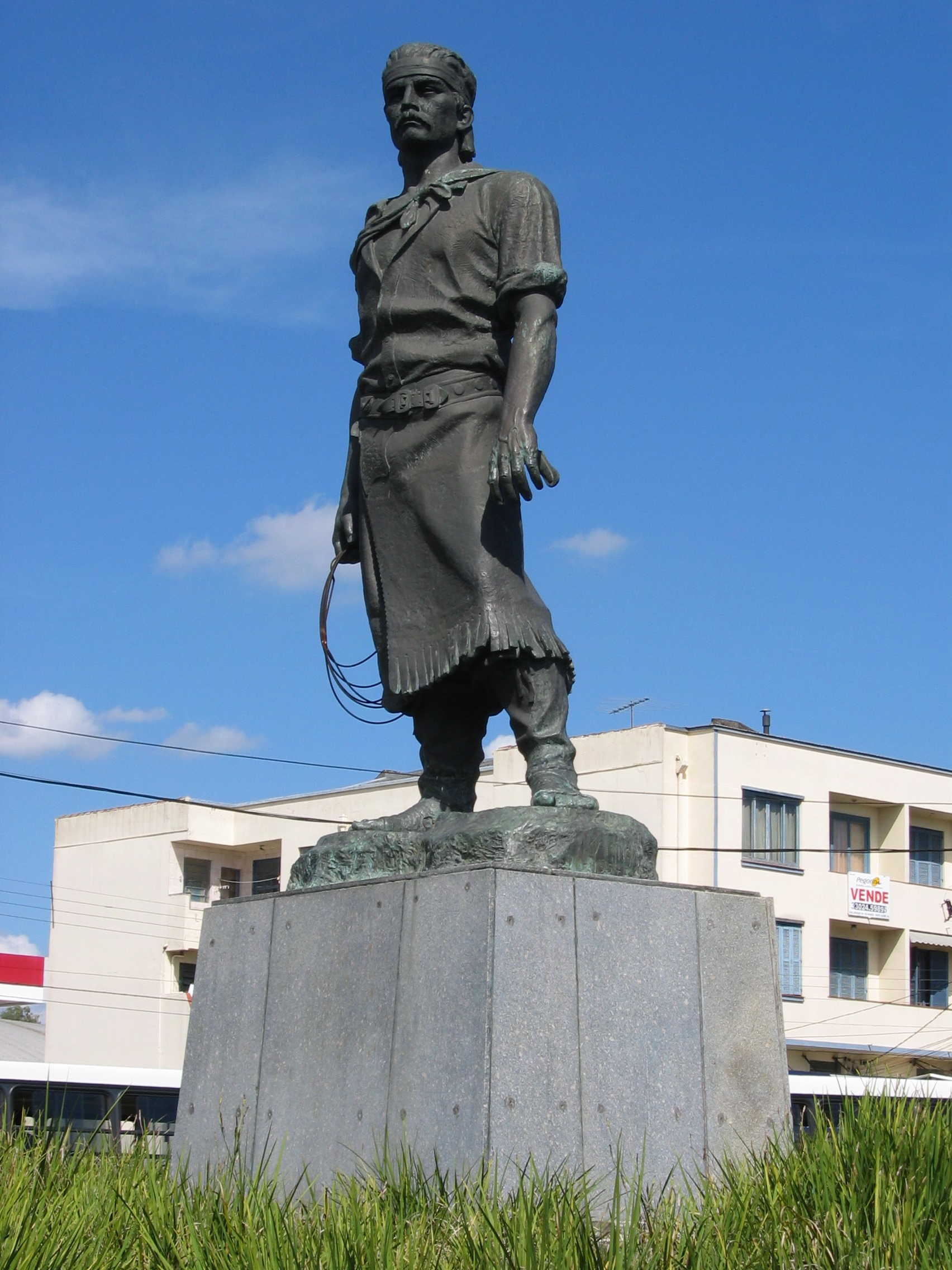
Estátua do Laçador, símbolo da capital gaúcha

## Monumentos
- Estátua do Laçador, escolhida[carece de fontes?] pelos porto-alegrenses, em 1991, como símbolo da capital gaúcha.
- Fonte Talavera de La Reina
- Monumento aos Açorianos
- Monumento ao Expedicionário
- Monumento a Júlio de Castilhos
- Ponte de Pedra

## Prédios históricos
- Cais Mauá
- Casa Godoy
- Catedral Metropolitana de Porto Alegre
- Cervejaria Brahma (atual Shopping Total)
- Chalé da Praça XV
- Edifício Ely
- Hidráulica Moinhos de Vento
- Hotel Majestic (atual Casa de Cultura Mário Quintana)
- Igreja Nossa Senhora das Dores
- Igreja de Nossa Senhora da Conceição
- Palácio Piratini
- Prédio dos Correios e Telégrafos
- antiga sede do Banco da Província (atual Santander Cultural)
- Sede da Prefeitura de Porto Alegre
- Solar dos Câmara
- Solar Lopo Gonçalves
- Theatro São Pedro
- Usina do Gasômetro

## Clubes
A cidade conta com muitos clubes, ricos em áreas para prática de esportes de competição, além da atividade social. Os mais conhecidos, entre outros, são:
- Associação Leopoldina Juvenil  – tênis, futsal, ginástica olímpica, natação, bocha, bolão
- Clube dos Jangadeiros – esportes de vela
- Grêmio Náutico União  – natação, ginástica artística, ginástica rítmica, judô, esgrima, remo, basquete, tênis, escotismo
- Lindoia Tênis Clube – tênis, escotismo
- Iate Clube Guaíba – esportes de vela
- Sociedade Libanesa de Porto Alegre – tênis
- SOGIPA – atletismo, basquete, ginástica artística, judô, tênis, patinação artística, vôlei, escotismo
- Veleiros do Sul – esportes de vela
- Clube do Comércio – tênis, futsal, natação, ginástica, sinuca, musculação
- Geraldo Santana - futsal, vôlei, natação, ginástica, sinuca, musculação, boliche, boate.
- Sociedade Floresta Aurora

## Restaurantes

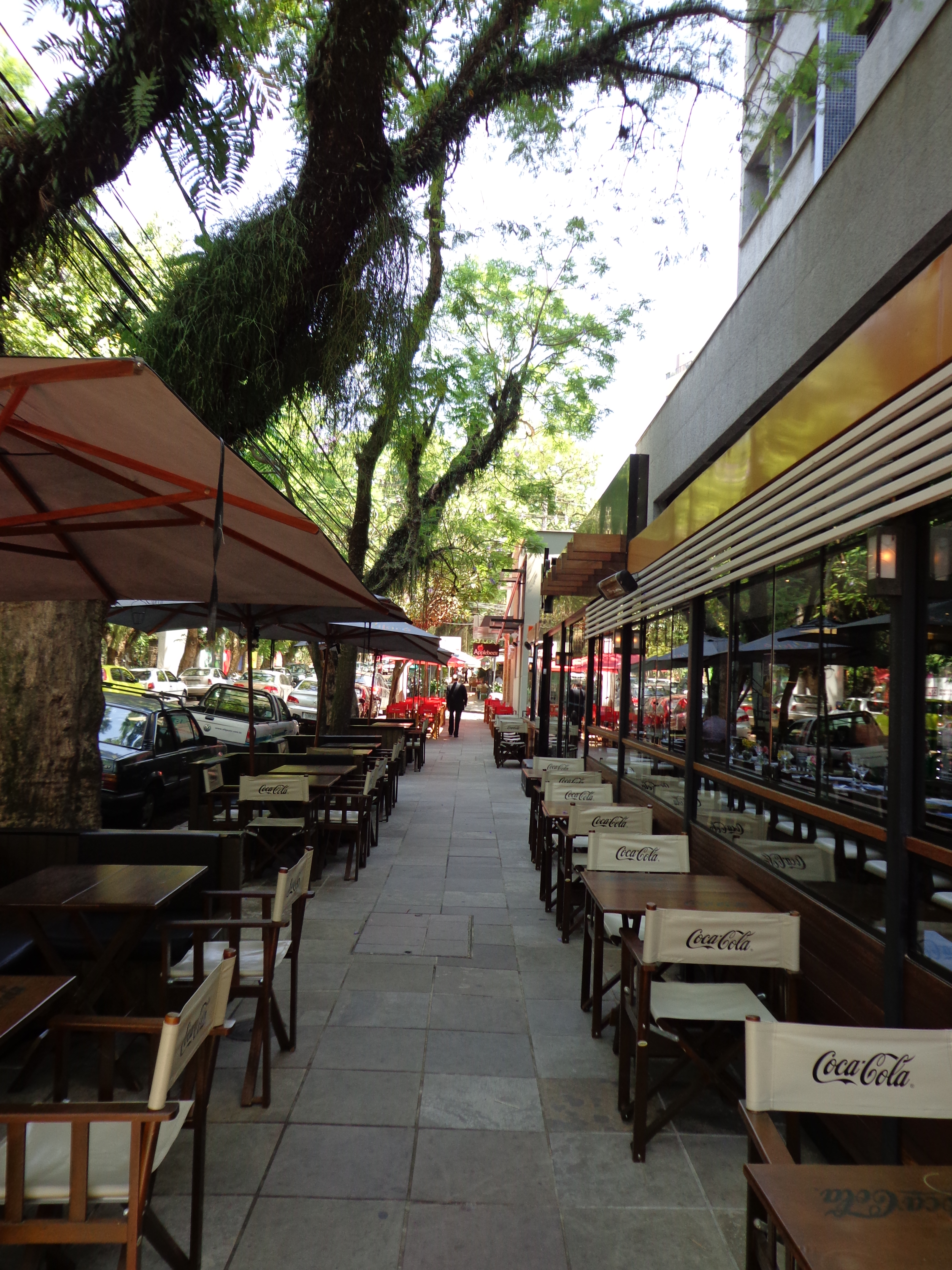
A "Calçada da Fama", no bairro Moinhos de Vento.

Com uma rede de restaurantes de ótima qualidade, Porto Alegre oferece opções para todos os gostos e estilos: culinária alemã, árabe,  brasileira, chinesa, espanhola, francesa, indiana, italiana, japonesa, mexicana, polonesa, portuguesa, tailandesa e vegetariana, entre outras, além da culinária típica gaúcha.

## Casas noturnas
Entre as diversas casas noturnas de Porto Alegre, destacam-se a microcervejaria Dado Bier (localizada no interior do shopping Bourbon Country), o Opinião (casa de shows e espetáculos) e o Dublin Irish Pub (pub típico irlandês localizado na "Calçada da Fama" com música ao vivo e às vezes presença de famosos que vão à Porto Alegre), entre outros mais alternativos como a NEO, o Beco (situados na Avenida Independência) e o histórico e consagrado Ocidente.

## Eventos

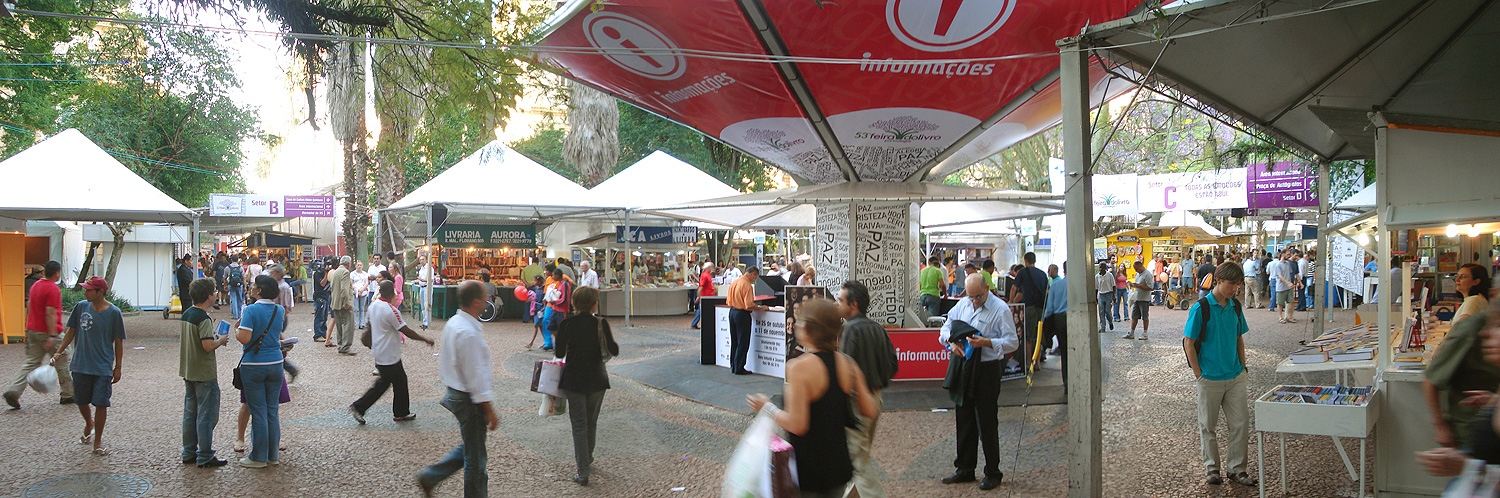
A Feira do Livro de Porto Alegre ocorre anualmente na Praça da Alfândega

Porto Alegre possui uma série de eventos e atividades culturais. Além da programação tradicional, há grandes eventos que marcam a passagem do tempo com um calendário peculiar.
No verão, Porto Alegre oferece anualmente para seus habitantes o Porto Verão Alegre, um circuito de peças teatrais, dança, artes plásticas e música.
A Festa de Nossa Senhora dos Navegantes, que acontece no dia 2 de fevereiro, é a maior festa religiosa, e homenageia Nossa Senhora dos Navegantes, a padroeira da cidade.
No início de abril ocorre o Fórum da Liberdade, organizado pelo Instituto de Estudos Empresariais (IEE). É um dos maiores eventos de debate de ideias das Américas.
Em maio já ocorreu por duas vezes a Globaltech, a maior feira de ciências e tecnologia da América Latina. Lá se encontram as maiores universidades do estado e do país para discutir sobre o futuro.
Geralmente no 1º semestre ocorre o Fórum Internacional de Software Livre, um dos maiores eventos do mundo sobre software livre. O FISL reúne palestras, debates e os melhores profissionais da área.
Em setembro, ocorre na Estância da Harmonia, localizada no Parque Maurício Sirotski Sobrinho, o Acampamento Farroupilha, onde centenas de piquetes montam suas barracas e fazem os seus churrascos, para festejar a Revolução Farroupilha.  Na área cultural, esse mês é marcado pelo Porto Alegre em Cena, festival de grandes proporções que reúne apresentações de teatro, dança e música de artistas e grupos convidados de todo o mundo.
Em outubro ocorre a Feira do Livro, a maior feira de livros a céu aberto da América. A primeira edição da Feira foi em 1955, a primeira do Brasil. Estima-se que quase dois milhões de pessoas visitem a Feira.
A cada dois anos, em geral no período que compreende outubro a dezembro, Porto Alegre sedia a Bienal do Mercosul, evento artístico-cultural de grande porte e de grande atração turística.
Também ocorre na cidade a "Corrida para Vencer o Diabetes", promovida pelo Instituto da Criança com Diabetes. Trata-se de uma corrida solidária na qual se arrecadam fundos para o instituto, que promove tratamento e assistência a crianças e adolescentes com diabetes.

### Eventos já realizados na cidade
Porto Alegre já realizou alguns eventos de repercussão mundial. A Copa do Mundo de Futebol de 1950, teve dois jogos realizados no Estádio dos Eucaliptos, do Internacional. Porto Alegre também foi sede da Universíada de Verão de 1963. Os jogos que ocorrem a cada dois anos tiveram como local de abertura e encerramento o estádio Olímpico.
Nos verões de 2001, 2002, 2003 e 2005 a cidade foi sede do Fórum Social Mundial, reunindo em cada uma das duas últimas edições mais de 100 mil pessoas de mais de 100 países para discussões, debates e mobilização. Durante a última edição foi produzida a Consenso de Porto Alegre, onde os intelectuais de esquerda que compuseram boa parte do evento entraram num consenso quanto a medidas globais a serem tomadas urgentemente. Porto Alegre também é uma das cidades sede da copa do mundo de 2014 que aconteceu no Brasil.